# ألكسندر كليبيكوف
ألكسندر كليبيكوف (بالروسية: Александр Григорьевич Клепиков، 23 مايو 1950 - 26 فبراير 2021) كان أحد التجديفيين الروس الذين نافسوا مع الاتحاد السوفيتي في دورة الألعاب الأولمبية الصيفية لعام 1976.
ولد في لينينغراد.
في عام 1976 كان أحد أفراد طاقم القارب السوفيتي الذي فاز بالميدالية الذهبية في حدث كوسيد فور.